# Lage (Weinbau)
Mit Lage wird im Weinbau der geographische Anbauort des Weins bezeichnet. Lagebezeichnungen sind in Deutschland für sämtliche Weinanbauflächen vorgegeben. Gegliedert werden Lagen hierarchisch nach Anbaugebiet > Bereich > Großlage > Einzellage.

## Allgemein
Im österreichischen Weingesetz ist analog zum deutschen „Anbaugebiet“ das „Weinbaugebiet“ definiert. In der Schweiz findet der Ausdruck „Rebbauzone“ Verwendung.
Im germanischen Herkunftsbezeichnungssystem ergibt sich im Unterschied zum romanischen Herkunftsbezeichnungssystem aus der Nennung des Anbaugebiets keine Aussage über den Weintyp, die Geschmacksrichtung oder die Herstellung des Weines.
Die ältesten urkundlich definierten Anbaugebiete betreffen den Portwein aus dem Dourogebiet (1756) und den Chianti Classico der Toskana (1716).

## Deutschland

### Anbaugebiet
Im deutschen Weingesetz wurde dieser Begriff 1971 festgesetzt. Das Anbaugebiet ist eine Herkunftsbezeichnung für Qualitätswein, die sich auf ein genau abgegrenztes Gebiet bezieht. Anbaugebiete werden weiter in Bereiche und Großlagen und Einzellagen unterteilt. In Deutschland sind 13 Anbaugebiete für Qualitäts- und Prädikatweine festgelegt, siehe auch den Artikel Anbaugebiet.

### Großlage
Großlage ist eine Herkunftsbezeichnung beim Weinbau. Sie ist nach dem deutschen Tafelwein und dem Qualitätswein bestimmter Anbaugebiete (QbA) die drittgrößte Einheit, um die Herkunft eines Weines aus Deutschland zu bestimmen. Sie bezeichnet fast immer die Zusammenfassung mehrerer Einzellagen eines bestimmten deutschen Anbaugebietes. Es gibt derzeit knapp 170 (Stand 2004) Großlagen in Deutschland, die durchschnittlich 600 Hektar groß sind. Von der Namensgebung her ist die Großlage nicht von einer Einzellage zu unterscheiden.
Weine aus Großlagen müssen nicht unbedingt schlechterer Qualität sein als solche aus Einzellagen. Es kommt vor allem auf die Qualität der Lagen an, die einer Großlage angehören. Jedoch wird eine gute und bekannte Einzellage in der Regel als solche vermarktet. Weine mit einer Großlage auf dem Etikett sind daher meist:
- von einer im Vergleich nicht gut angesehenen Lage
- ein Verschnitt von Trauben aus verschiedenen Lagen innerhalb einer Großlage

Viele Großlagen haben einen schlechten Ruf unter Verbrauchern und Winzern, deshalb wird derzeit im Zuge einer Reform des Weingesetzes über ihre Zukunft diskutiert.

### Einzellage
Die Einzellage ist im Weinbau im Gegensatz zur Großlage eine detailliertere Angabe auf dem Weinetikett. Sie bezeichnet eine bestimmte Rebfläche, die mindestens fünf Hektar groß sein muss – es gibt jedoch auch Ausnahmen, wie etwa die Lage Walporzheimer Gärkammer zeigt. In Verbindung mit der Einzellage wird auf dem Etikett die Ortsbezeichnung genannt, zum Beispiel „Forster Ungeheuer“, wobei „Forst“ die Ortschaft bezeichnet und „Ungeheuer“ die Lage. Es gibt in Deutschland rund 2600 Einzellagen.
Die Lagenbezeichnungen stellen mittlerweile nicht immer eine wirkliche Qualitätsbezeichnung dar, unter anderem weil manchmal Gebiete unterschiedlicher Qualität einer ursprünglich bedeutenden Einzellage zugeordnet wurden. Viele Winzer und Verbände streben daher eine Reform an und gehen eigene Wege. Außerdem ist rein durch die Angaben auf dem Flaschenetikett eine Großlage nicht von einer Einzellage zu unterscheiden.
Einige Weine, vor allem im Rheingau, tragen daher Bezeichnungen wie „Erstes Gewächs“ (Frankreich = Premier Cru) und „Großes Gewächs“ (Frankreich = Grand Cru). Die bekannteste deutsche Einzellage ist der „Bernkasteler Doctor“. Mit der Neugestaltung des Weingesetzes 2011 im Zuge der EU-Weinmarktreform wurde der Wert einer Einzellage hervorgehoben. Seitdem gibt es eine Verbindung aus dem französischen System (Cru, Grand Gru und Premier Cru) und dem deutschen System (Qualitätsstufenmodell), beginnend bei „Deutscher Wein“ über z. B. „Landwein Rhein“, Gebietswein (z. B. Mosel, Rheingau u. a.) bis hin zum Ortswein, sowie bei besonders wertvollen Lagen zusätzlich die Spitze „Großes Gewächs“ und „Erstes Gewächs“. Begriffe wie „Selection“, die nicht das Terroir, sondern eine Ausbauvariante widerspiegeln, passen nicht mehr in dieses Konzept. Dabei spielt auch eine Rolle, dass es nicht immer ganz einfach ist, ein Produkt zu vermarkten, das so vielfältig ist wie Wein.
Für sich genommen, ohne Lagenbezeichnung, sind all diese Begriffe jedoch austauschbar, der typische Charakter einer Gegend (Terroir) tritt in den Hintergrund. Die Bezeichnung der Einzellage wird deshalb, zumindest bei Spitzenweinen und Spitzenlagen, vermutlich weiterhin ihre Berechtigung und Bedeutung behalten.

## Österreich
Die etwas über 30 Großlagen in Österreich sind äußerst selten auf Etiketten zu finden und spielen bei den Bezeichnungen kaum eine Rolle.

### Riede
Eine Riede im Sinne des österreichischen Weingesetzes „ist ein Gebietsteil einer Gemeinde, der sich durch natürliche oder künstliche Grenzen oder infolge der weinbaulichen Nutzung als selbstständiger Gebietsteil darstellt und entweder schon bisher als Weinbauriede bezeichnet wurde oder infolge der Lage und Bodenbeschaffenheit die Hervorbringung gleichartiger und gleichwertiger Weine erwarten lässt.“
Gewisse Ähnlichkeiten zum in Deutschland verwendeten Begriff Einzellage sind erkennbar, die genaue Definition weicht aber ab.
Im Gegensatz zu den Großlagen sind die Rieden nach dem österreichischen Weingesetz nicht durch Verordnung des Bundesministers festzusetzen.

## Frankreich
siehe Cru